# Brachinus neglectus
Brachinus neglectus är en skalbaggsart som beskrevs av Leconte. Brachinus neglectus ingår i släktet Brachinus och familjen jordlöpare. Inga underarter finns listade i Catalogue of Life.